# Gugudan
Gugudan (kor. 구구단) – girlsband z Korei Południowej założony przez Jellyfish Entertainment. Zadebiutowały 28 czerwca 2016 roku wydając minialbum Act. 1 The Little Mermaid. Zespół zadebiutował w dziewięcioosobowym składzie: Mimi, Hana, Haebin, Nayoung, Sejeong, Sally, Soyee, Mina oraz Hyeyeon.
25 października 2018 roku ogłoszono, że Hyeyeon odchodzi z zespołu.
Po 2 latach bez aktywności zespołu, Jellyfish Entertainment wydało oświadczenie, że grupa zakończy działalność i oficjalnie rozpadnie się 31 grudnia 2020 roku.

## Historia

### Przed debiutem
W styczniu 2016 roku Nayoung, Sejeong i Mina zostały przedstawione jako pierwsze stażystki z firmy Jellyfish Entertainment podczas programu Produce 101 stacji Mnet, podczas którego 101 młodych stażystek z różnych firm rywalizowało ze sobą; spośród nich 11 zadebiutowało jako nowa grupa pod YMC Entertainment. W finałowym odcinku Sejeong i Mina zajęły odpowiednio 2. i 9. miejsce debiutując jako członkinie zespołu I.O.I w maju 2016 roku.

### 2016:Act. 1 The Little Mermaid
Pomimo zaprzeczenia wcześniejszym doniesieniom o debiucie Sejeong i Miny w trzyosobowej grupie, Jellyfish Entertainment potwierdziło 7 czerwca, że obie członkinie I.O.I zadebiutują w ciągu miesiąca w pierwszym girlsbandzie firmy. Ze względu na specjalne warunki kontraktu YMC Entertainment z członkiniami I.O.I, mogły one prowadzić działalność w ramach swoich firm.
10 czerwca potwierdzono, że Nayoung dołączy do zespołu, a 13 czerwca wytwórnia ujawniła, że Gugudan będzie 9-osobową grupą. 17 czerwca Jellyfish Entertainment ujawniło nazwę zespołu.
22 czerwca grupa potwierdziła, że wybierają koncepcję „syreny”. Po ogłoszeniu, 24 czerwca wydano składankę fragmentów piosenek z debiutanckiego minialbumu, który ukazał się 28 czerwca 2016 roku – Act. 1 The Little Mermaid z głównym singlem „Wonderland”. Teledysk do piosenki został wydany online przez odliczanie na żywo w aplikacji Naver V App.
Gugudan wzięły udział w corocznym projekcie Jellyfish Entertainment – Jelly Christmas 2016, z artystami z tej samej agencji: Seo In-gukiem, VIXX, Park Yoon-ha, Park Jung-ah, Kim Gyu-sun, Kim Ye-won i Jiyul. Główny singel pt. „Falling” (kor. 니 가 내려와) został wydany cyfrowo 13 grudnia 2016 roku.
17 grudnia Gugudan ogłosiły nazwę oficjalnego fanklubu – „Dear Friend” (kor. 단짝 Danjjag), za pośrednictwem swojego kanału aplikacji V. Nazwa fanklubu oznacza, że fani i Gugudan będą najlepszymi przyjaciółmi.

### 2017:Act. 2 Narcissusi nowe podgrupy
20 stycznia 2017 roku zapowiedziano comeback zespołu w lutym. 3 lutego agencja zespołu ujawniła datę premiery drugiego minialbumu – 28 lutego, ale 24 lutego Jellyfish Entertainment poinformowało o przesunięciu premiery na dzień przed zapowiedzianą datą. Gugudan wydały drugi minialbum, Act. 2 Narcissus, i główny singel „A Girl Like Me” (kor. 나 같은 애) 27 lutego.
19 lipca 2017 roku Jellyfish Entertainment ogłosiło, że dwie najmłodsze członkinie grupy, Kang Mi-na i Cho Hye-yeon, zadebiutują w sierpniu jako podgrupa. 26 lipca agencja ujawniła, że podgrupa Gugudan 5959 (kor. 구구단 오구오구) zadebiutuje 10 sierpnia z utworem „Ice Chu”.
8 listopada ukazał się pierwszy CD singel Act. 3  Chococo Factory, wraz z głównym utworem „Chococo” i dwoma dodatkowymi piosenkami. W działaniach promocyjnych wzięło udział tylko osiem członkiń, ze względu na kontuzję barku Soyee.

### 2018:Act. 5 New Action, nowa podgrupa i odejście Hyeyeon
Kolejny CD singel grupy w pełnym składzie ukazał się 1 lutego 2018 roku, jego tytuł Act. 4 Cait Sith nawiązuje do postaci z mitologii celtyckiej, głównym utworem z płyty jest „The Boots”.
10 lipca zadebiutowała druga podgrupa Gugudan Semina (kor. 구구단 세미나). W jej skład weszły Sejeong, Mina i Nayoung, wydały pierwszy CD singel SEMINA składający się z trzech utworów.
19 września ukazał się pierwszy japoński minialbum zespołu, pt. Stand by, a 21 września odbył się debiutancki showcase i fanmeeting „Dear Friend” w Tokyo Akasaka Blitz. Pierwsze solowe koncerty Gugudan, pt. gugudan 1st Concert Play, odbędą się 1 i 2 grudnia w Seulu, a pierwsza japońska trasa rozpocznie się koncertem w Tokio 7 grudnia roku.
25 października 2018 roku Jellyfish Entertainment ogłosiło, że Hyeyeon opuściła grupę, aby skupić się na nauce i poprawie stanu zdrowia. Mimo opuszczenia zespołu Gugudan, nadal należy do agencji Jellyfish Entertainment.
6 listopada 2018 roku zespół powrócił z nowym minialbumem Act. 5 New Action w ośmioosobowym składzie, wraz z głównym utworem „Not That Type”.

## Członkinie

### Ostatni skład
| Pseudonim   | Pseudonim | Prawdziwe imię | Prawdziwe imię       | Data urodzenia            | Pozycja                                                 |
| Latynizacja | Hangul    | Latynizacja    | Hangul               | Data urodzenia            | Pozycja                                                 |
| ----------- | --------- | -------------- | -------------------- | ------------------------- | ------------------------------------------------------- |
| Mimi        | 미미      | Jung Mi-mi     | 정미미               | 1 stycznia 1993(dts)      | wokal wspomagający                                      |
| Hana        | 하나      | Shin Bo-ra     | 신보라               | 30 kwietnia 1993(dts)     | liderka, główna tancerka, wokal wspomagający            |
| Haebin      | 해빈      | Han Hae-bin    | 한해빈               | 16 sierpnia 1995(dts)     | główny wokal                                            |
| Nayoung     | 나영      | Kim Na-young   | 김나영               | 23 listopada 1995(dts)    | prowadzący wokal                                        |
| Sejeong     | 세정      | Kim Se-jeong   | 김세정               | 28 sierpnia 1996(dts)     | główny wokal                                            |
| Sally       | 샐리      | Liu Xiening    | 류셰닝 (chn. 刘些宁) | 23 października 1996(dts) | wokal wspomagający, prowadzący rap, prowadząca tancerka |
| Soyee       | 소이      | Jang So-jin    | 장소진               | 21 listopada 1996(dts)    | prowadzący wokal                                        |
| Mina        | 미나      | Kang Mi-na     | 강미나               | 4 grudnia 1999(dts)       | wokal wspomagający, główny rap, główna tancerka         |

### Byłe
| Pseudonim   | Pseudonim | Prawdziwe imię | Prawdziwe imię | Data urodzenia       | Pozycja                                 |
| Latynizacja | Hangul    | Latynizacja    | Hangul         | Data urodzenia       | Pozycja                                 |
| ----------- | --------- | -------------- | -------------- | -------------------- | --------------------------------------- |
| Hyeyeon     | 혜연      | Cho Hye-yeon   | 조혜연         | 5 sierpnia 2000(dts) | wokal wspomagający, prowadząca tancerka |

### Podgrupy
- Gugudan 5959 (Hangul: 구구단 오구오구 Gugudan Ogu-ogu) (Mina i Hyeyeon)
- Gugudan Semina (Hangul: 구구단 세미나) (Sejeong, Mina i Nayoung)

## Dyskografia

### Minialbumy
| Rok                                            | Dane dot. albumu | Najwyższa pozycja | Najwyższa pozycja | Sprzedaż       |
| Rok                                            | Dane dot. albumu | KOR               | JPN               | Sprzedaż       |
| Koreańskie                                     | Koreańskie | Koreańskie        | Koreańskie        | Koreańskie     |
| ---------------------------------------------- | --- | ----------------- | ----------------- | -------------- |
| 2016                                           | Act. 1 The Little Mermaid - Wydany: 28 czerwca 2016 - Wytwórnia: Jellyfish Entertainment, CJ E&M - Format: CD, digital download                          | 2                 | –                 | - KOR: 22 217+ |
| 2017                                           | Act. 2 Narcissus - Wydany: 27 lutego 2017 - Wytwórnia: Jellyfish Entertainment, CJ E&M - Format: CD, digital download                                    | 3                 | –                 | - KOR: 29 207+ |
| 2018                                           | Act. 5 New Action - Wydany: 6 listopada 2018 - Wytwórnia: Jellyfish Entertainment, Genie Music, Stone Music Entertainment - Format: CD, digital download | 8                 | –                 | - KOR: 9813+   |
| Japońskie                                      | |                   |                   |                |
| 2018                                           | Stand by - Wydany: 19 września 2018 - Wytwórnia: Jellyfish Entertainment J - Format: CD, digital download                                                | –                 | 47                |                |
| "–" oznacza, że wydawnictwo nie było notowane. | |                   |                   |                |

### Single CD
| Rok  | Dane dot. albumu | Najwyższa pozycja | Sprzedaż       |
| Rok  | Dane dot. albumu | KOR               | Sprzedaż       |
| ---- | --- | ----------------- | -------------- |
| 2017 | Act. 3 Chococo Factory - Wydany: 8 listopada 2017 - Wytwórnia: Jellyfish Entertainment, CJ E&M - Format: CD, digital download            | 8                 | - KOR: 20 435+ |
| 2018 | Act. 4 Cait Sith - Wydany: 1 lutego 2018 - Wytwórnia: Jellyfish Entertainment, CJ E&M - Format: CD, digital download, SMC                | 7                 | - KOR: 20 934+ |
| 2018 | SEMINA - Wydany: 10 lipca 2018 - Wytwórnia: Jellyfish Entertainment, CJ E&M - Format: CD, digital download - Singel unitu Gugudan Semina | 6                 | - KOR: 11 225  |

### Single cyfrowe
| Rok                                            | Tytuł                         | Najwyższa pozycja | Sprzedaż         | Album                     |
| Rok                                            | Tytuł                         | KOR               | Sprzedaż         | Album                     |
| ---------------------------------------------- | ----------------------------- | ----------------- | ---------------- | ------------------------- |
| 2016                                           | „Wonderland”                  | 35                | - KOR: 55 887+   | Act. 1 The Little Mermaid |
| 2017                                           | „A Girl Like Me (나 같은 애)” | 38                | - KOR: 70 060+   | Act. 2 Narcissus          |
| 2017                                           | „Ice Chu”                     | —                 | —                | —                         |
| 2017                                           | „Chococo”                     | —                 | - KOR: 17 196+   | Act. 3 Chococo Factory    |
| 2018                                           | „The Boots”                   | —                 | dane niedostępne | Act. 4 Cait Sith          |
| 2018                                           | „Semina” (kor. 샘이나)        | —                 | dane niedostępne | SEMINA                    |
| "—" oznacza, że wydawnictwo nie było notowane. |                               |                   |                  |                           |